# Muscles épitrochléens
Les muscles épitrochléens ou épicondyliens médiaux ont pour origine l'épitrochlée, ou épicondyle médial, sur la face ventrale de l'humérus.
Ces muscles sont :
- Le Muscle rond pronateur
- Le Muscle fléchisseur du carpe (anciennement appelé Muscle petit palmaire ou Muscle long palmaire)
- Le Muscle fléchisseur radial du carpe (anciennement appelé Muscle grand palmaire)
- Le Muscle fléchisseur ulnaire du carpe (anciennement appelé Muscle cubital antérieur)

3 moyens mnémotechniques étaient anciennement utilisées pour les mémoriser :
1. Rond papa fléchit sur cul à terre (rond pronateur, petit palmaire, grand palmaire, fléchisseur commun superficiel, cubital antérieur).
2. Grand papa cuve et ronfle (grand palmaire, petit palmaire, cubital antérieur, rond pronateur, fléchisseur commun superficiel).
3. Petit et grand papa fléchissent rondement le cul en avant (petit palmaire, grand palmaire, fléchisseur commun superficiel, rond pronateur,  cubital antérieur).